# Falsamblesthis taeniata
Falsamblesthis taeniata là một loài bọ cánh cứng trong họ Cerambycidae.